# 조명희 (작가)
조명희(趙明熙, 1894년 8월 10일 ~ 1938년 5월 11일)는 조선에서 태어난 소비에트 연방의 작가이다. 본관은 양주(陽州). 호는 포석(抱石), 필명은 목성(木星), 적로(笛蘆).

## 생애
조선 충청북도 진천군에서 출생하였다. 3살 때 부친을 여의고, 서당과 진천 소학교를 다녔으며, 서울 중앙 고보를 중퇴하고 북경 사관학교에 입학하려다가 일경에게 붙잡혔다. 3·1 운동에 관계되어 투옥되기도 하였다. 도일 후 도쿄 대학 철학과에 입학하였고 1920년 <김영일의 사>를 발표하여, 희곡무대에서 상연하였다. 귀국 후 1924년 봄 《잔디밭 우에》를 간행했다.

### 소련 망명
1928년 소련으로 망명하여, 소련작가동맹 원동지부 지도부에서 근무했다. 하바로브스크의 한 중학교에서 일하며 동포 신문인 《선봉》과 잡지 《노력자의 조국》의 편집을 맡기도 하였다. 1937년 가을 스탈린 정부의 스탈린 숙청 시절에 ‘인민의 적’이란 죄명으로 체포되어 1938년 4월 15일에 사형언도를 받고 5월 11일 소비에트 연방 하바롭스크에서 총살되었다.

## 사후
사후 명예회복이 되어서 소련작가연맹회원으로 복권되었다. 러시아 블라디보스토크 악사코브스카야 박물관 앞 조명희 기념비가 세워져 있다.
우즈베키스탄 타슈켄트의 나보이 국립문학박물관에는 조명희 기념실이 만들어져 있다. 또, 타슈켄트의 남쪽에는 ‘조명희 거리’라고 명명된 거리가 있다. 대한민국에서는 조명희 탄생 100주년을 기념해 1994년부터 조명희 문학제를 해마다 열고 있으며, 중국 연변에서도 2001년 《포석 조명희문학회》가 설립되고 중국동포청소년들을 대상으로 하는 ‘조명희청소년문학상’ 행사가 열리고 있다. 2019년 3월 1일 대한민국 정부는 고려인 문학’의 태두 역할을 한 포석 조명희선생에게 건국훈장 애국장을 추서 했다.

## 작품 세계
조명희의 대표작으로는 일제의 농민수탈과 이에 저항하는 지식인 운동가의 삶을 그린 《낙동강》을 비롯하여, 《붉은 깃발 아래에서》, 《짓밟힌 고려인》 등이 있다.
그외에도 다음과 같은 작품들이 있다.
- 《땅 속으로》
- 《농촌 사람들》
- 《춘선이》
- 《이쁜이와 용이》

## 같이 보기
- 조선프롤레타리아예술가동맹
- 소련작가동맹